# Оберварт (округ)
Оберварт (нем. Bezirk Oberwart) — округ в Австрии. Центр округа — город Оберварт. Округ входит в федеральную землю Бургенланд. Занимает площадь 732,62 кв. км. Население 53 365 чел.

## Административные единицы
1. Бад-Тацмансдорф
2. Йорманнсдорф
3. Зульцригель
4. Бадерсдорф
5. Бернштайн
6. Драйхюттен
7. Редльшлаг
8. Реттенбах
9. Дойч-Шютцен-Айзенберг
10. Айзенберг-на-Пинке
11. Графеншахен
12. Гроспетерсдорф
13. Ханнерсдорф
14. Ябинг
15. Кеметен
16. Кофидиш
17. Литцельсдорф
18. Лойперсдорф-Кицладен
19. Кицладен
20. Лойперсдорф
21. Мариасдорф
22. Таухен
23. Маркт-Альхау
24. Маркт-Нойходис
25. Мишендорф
26. Нойхаус-на-Варте
27. Нойстифт-на--Лафнице
28. Обердорф
29. Обершютцен
30. Шмидрайт
31. Виллерсдорф
32. Оберварт
33. Пинкафельд
34. Рехниц
35. Ридлингсдорф
36. Ротентурм
37. Шахендорф
38. Шандорф
39. Штадтшлайнинг
40. Унтеркольштеттен
41. Унтерварт
42. Вайден-Рехниц
43. Висфлек
44. Вольфау